# Amel Mujčinovič
Amel Mujčinovič (Tuzla, 20 novembre 1973) è un ex calciatore bosniaco naturalizzato sloveno, portiere.